# Antonio Ripa
Antonio Ripa (Tarassona, Aragó, 1718 - Sevilla, Andalusia, 3 de novembre de 1795) fou un mestre de capella i compositor aragonès.
Estudià en la capella de Tarassona, on en fou infant de cor. El 1762 era mestre de capella de les "Descalzas Reales" de Madrid. En aquesta data signa la censura en l'obra del Pare Soler Clave de la modulació. Més tard passà coma mestre de capella a la Catedral de Sevilla, arribant amb aquest càrrec a una avançada edat, en la que es jubilà.
Va compondre gran quantitat de música religiosa, de la que se'n conserva molta en la catedral de Sevilla, consistent en misses, vespres, completes, motets, un ofici de difunts i villancets.
Eslava, en el primer volum de la segona sèrie de la Lira Sacro-Hispana, publicà una missa a 8 veus 2 cors i un Stabat Mater, també a 4 veus en 2 cors.